# Honda RS750R
La Honda RS750R è una motocicletta da competizione prodotta da Honda nel 1984 per gareggiare nei campionati Formula TT e Endurance.
Utilizza un motore V4 quattro tempi da 750cc derivato dal modello stradale VF 750F, mentre il telaio perimetrale in alluminio è ispirato a quello della NS 500 da gran premio.
Questa motocicletta ha disputato un'unica stagione, il 1984, in cui ha conquistato sia il Mondiale TT-F1 che il Mondiale Endurance; si è inoltre imposta alla 8 Ore di Suzuka dove ha occupato tutti i gradini del podio.

## Storia
Per la stagione 1984 il regolamento di Formula TT subisce un'importante modifica da parte della FIM: la cilindrata massima dei motori a quattro tempi di categoria Formula 1 viene ridotta da 1000 cm³ a 750 cm³, con l'intento di aumentare la sicurezza dei piloti diminuendo le prestazioni dei mezzi: infatti nei primi anni ottanta le potenze dei motori da un litro schierati dai team ufficiali erano perfino superiori a quelle delle 500 cm³ da Gran Premio dotate di motori a due tempi, spingendo così la federazione al cambio regolamentare.
La Honda, che fino a quel momento utilizzava la RS850R, decide di non limitarsi a una semplice riduzione di cilindrata ma presenta una moto ampiamente rivista. La principale novità è costituita dal telaio a doppia culla chiusa in tubi quadri di alluminio, fortemente ispirato alla NS 500 da gran premio.
Il motore V4 a 90° deriva dalla VF 750F stradale, di cui mantiene le misure caratteristiche per una cilindrata di 748 cm³, mentre una delle principali modifiche è l'adozione della distribuzione a ingranaggi. In configurazione F1 eroga 132 CV, che vengono ridotti a 120 CV per le gare endurance.
Per il mondiale F1, due moto vengono affidate a Joey Dunlop e Roger Marshall: Dunlop vince il Tourist Trophy, l'Ulster Gp e si laurea campione del mondo, mentre Marshall si aggiudica le prove di Assen e Vila Real.
Nel mondiale endurance sono i francesi Patrick Igoa e Gérard Coudray a conquistare il titolo, vincendo quattro delle sei gare in calendario. Alla 8 ore di Suzuka si classificano terzi, dietro alla coppia Dominique Sarron e Guy Bertin e ai vincitori Mike Baldwin e Fred Merkel, un podio monopolizzato dalla RS750R.